# Ekspansjonizm
Ekspansjonizm – termin określający politykę, polegającą na rozszerzaniu wpływów politycznych i ekonomicznych kosztem innych państw lub na opanowywaniu obcych terytoriów.
Siedem praw ekspansjonizmu sformułował Friedrich Ratzel.
Pierwsze i najważniejsze według Ratzela trzy prawa to:
1. Przestrzeń państwa rozszerza się wraz z rozwojem jego kultury,
2. Wzrost państwa powoduje rozwój idei, produkcji, handlu oraz aktywności misyjnej,
3. Wzrost państwa odbywa się poprzez pochłanianie innych małych jednostek.